# アルビン号
アルビン（DSV-2 Alvin）は、アメリカ海軍が保有するアルビン級有人潜水調査艇の1隻。通常は、ウッズホール海洋研究所(WHOI)が運用を行っている。ミネアポリスのゼネラル・ミルズ社の電子工学部門で建造された。船名は深海潜水艇の計画を進めたAllyn Vineに由来し、アルビンは1964年6月5日に就役した。支援母船のアトランティスAGOR-25(AGOR-25)（アメリカ海軍保有、ウッズホール海洋研究所運用）に搭載されて運用される。パイロット1人、科学者2人の3人乗りの艇であり、3名が搭乗し深海4,500mに9時間の滞在が可能である。2本のロボットアームを装備しており、サンプルの採取が行える。
1964年の就役時は2,400mまで潜行できた。1968年には輸送中に沈没、乗組員は脱出して無事だった。10ヵ月後の1969年9月に引き上げられている。引き上げ作業はレイノルズメタル社のアルミノートが行った。引き上げ後、大規模な改修が施された。1973年に耐圧殻をチタン製に換装し、潜行深度が4,500mに向上している。また、1986年にはタイタニック号の潜水調査を行った。
数回に渡り、耐圧殻や制御装置等を交換する大規模な改修を行っている為、建造時とは実質的に別物になっている。
総潜水回数は4,400回を超えており、2,000本以上の論文がその潜水を基に執筆され、アルビンガイ （Alviniconcha hessleri　Okutani & Ohta,1988）などに名前が残っている。
2016年時点で、アメリカ海軍が保有する唯一の通常動力型潜水艇である。

## 設計
アルビンはこれまで使用されてきたバチスカーフや機動性の乏しい他の潜水調査艇を代替する目的で建造された。浮力材として深海の高圧下でも浮力を維持するシンタクチックフォームを採用した事で機動性が向上した。
船体重量は17トンで2名の科学者と1名のパイロットで深度4,500メートル (14,800 ft)で9時間まで潜水できる。2本のロボットアームと用途に応じた試料採取と実験装置を装備する。プラグハッチは直径0.48メートル (1 ft 7 in)で2インチ (51 mm)厚のチタン製耐圧殻よりも幾分薄く 水圧によって所定の位置に固定される。
アルビンが水中で動けなくなるような非常時には潜水艇の内部からの操作により外部本体を分離する。チタン製の耐圧殻は制御されずに海面に浮上する。実際に使用された事例はないが、もし、乗員が生き残れば迅速に海面に到達可能である。

## ギャラリー

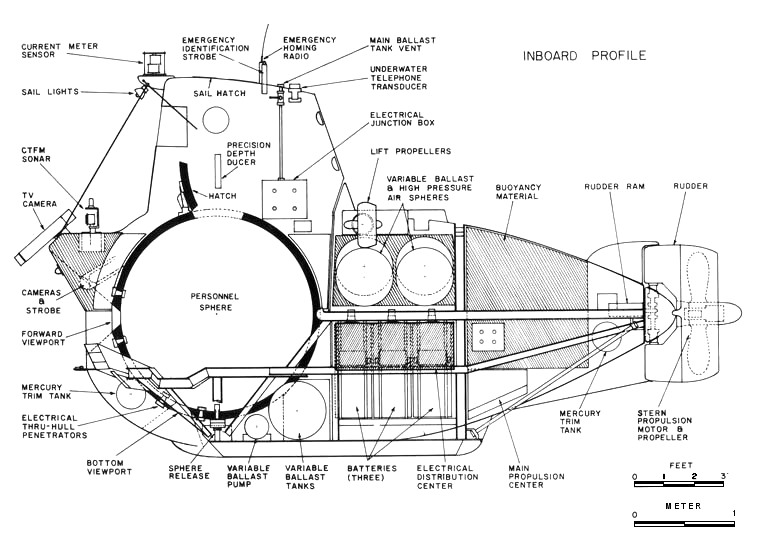
全体の構成
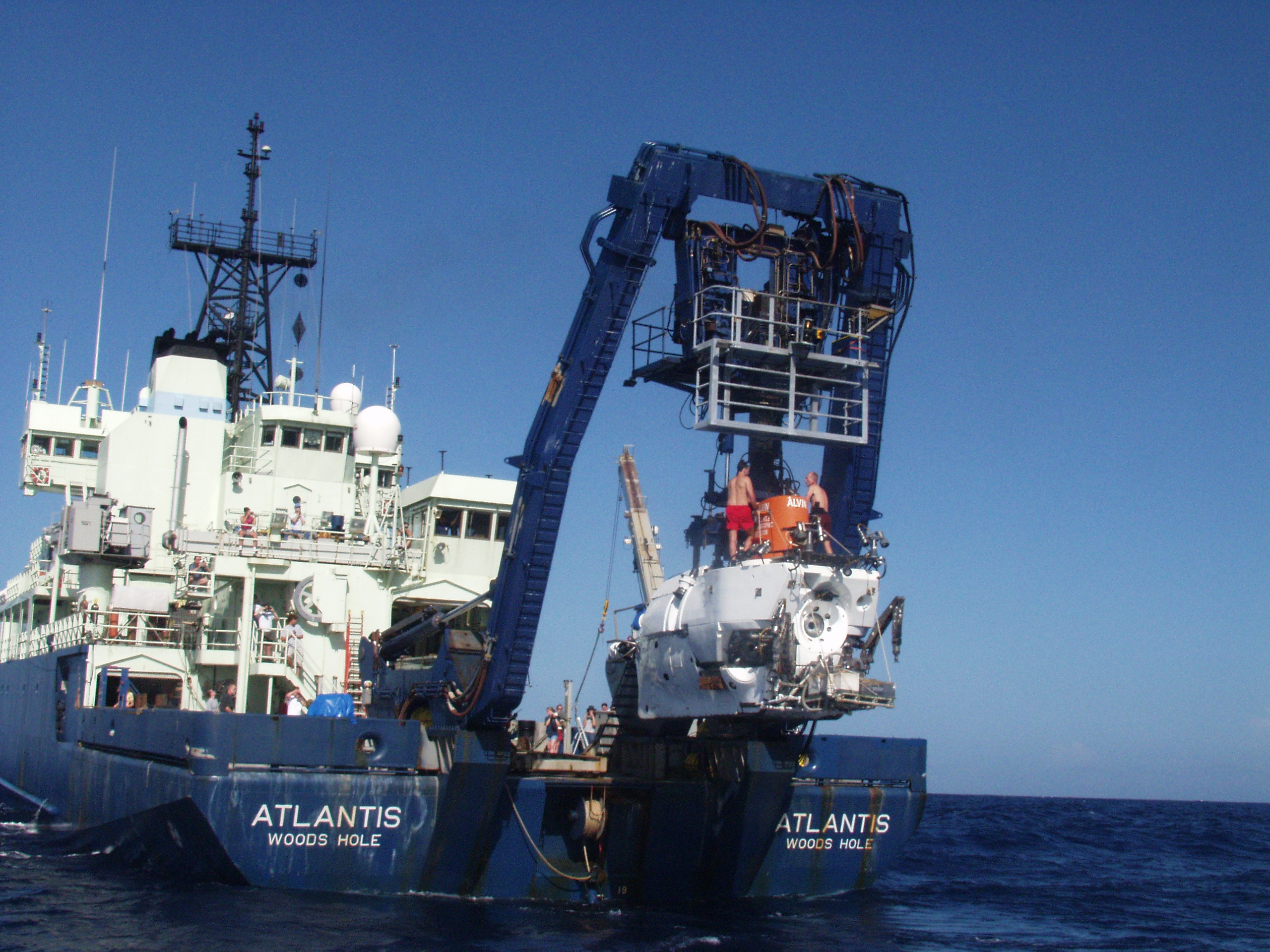
アルビンと支援船のアトランティス
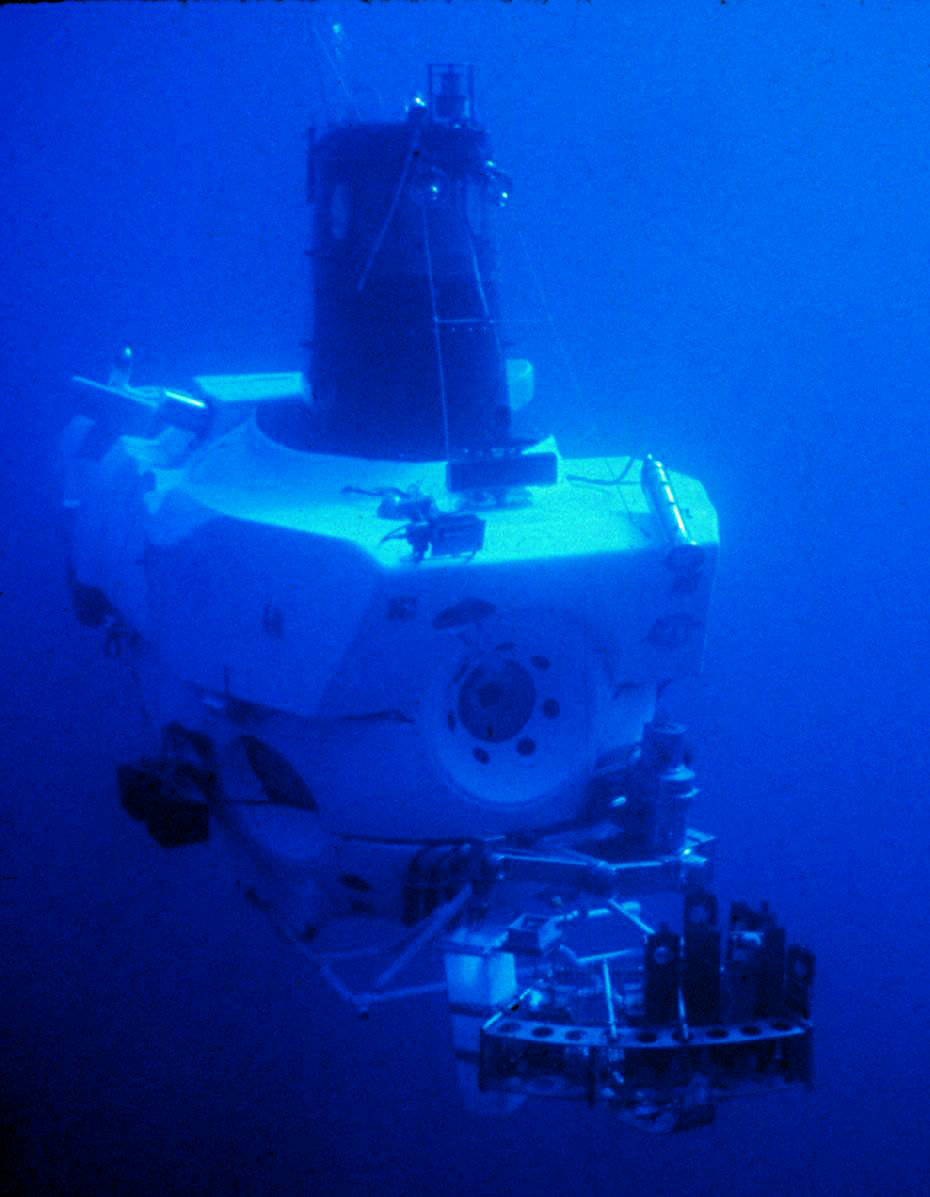
アルビン号、熱水噴出孔調査から一年後の1978年撮影
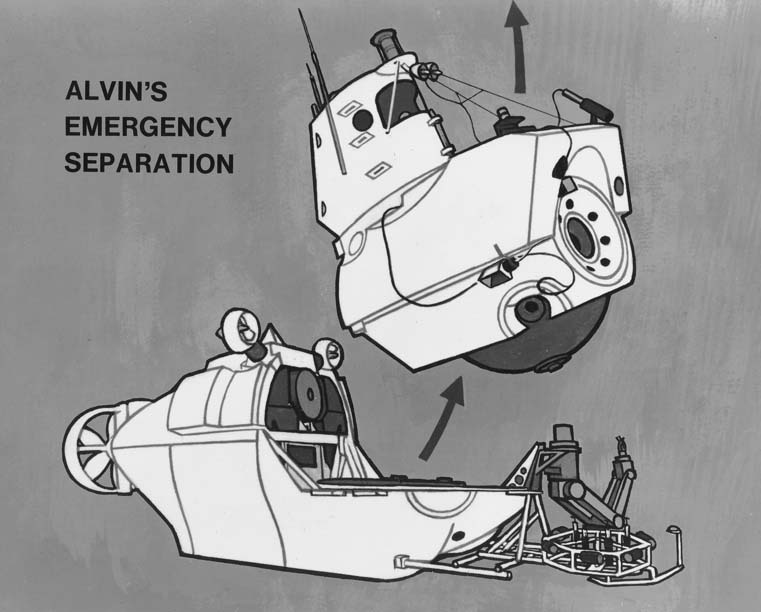
緊急時の分離

## 歴史

### ブラックスモーカーの発見
1977年、アメリカ海洋大気庁 (NOAA)の後援でロバート・バラードが主導する調査でアルビンはガラパゴス諸島周辺の海域でブラックスモーカーの存在を発見し、記録した。存在は2,000メートル (6,600 ft)以上の深度でブラックスモーカーは勢いよく黒い濁った400 ℃ (752 °F)以上の高温水を噴出した。アルビンはブラックスモーカーから採水が可能だった。アルビンはpHがおよそ2.8 (強酸性)である事を発見した。

### 近年の分解整備

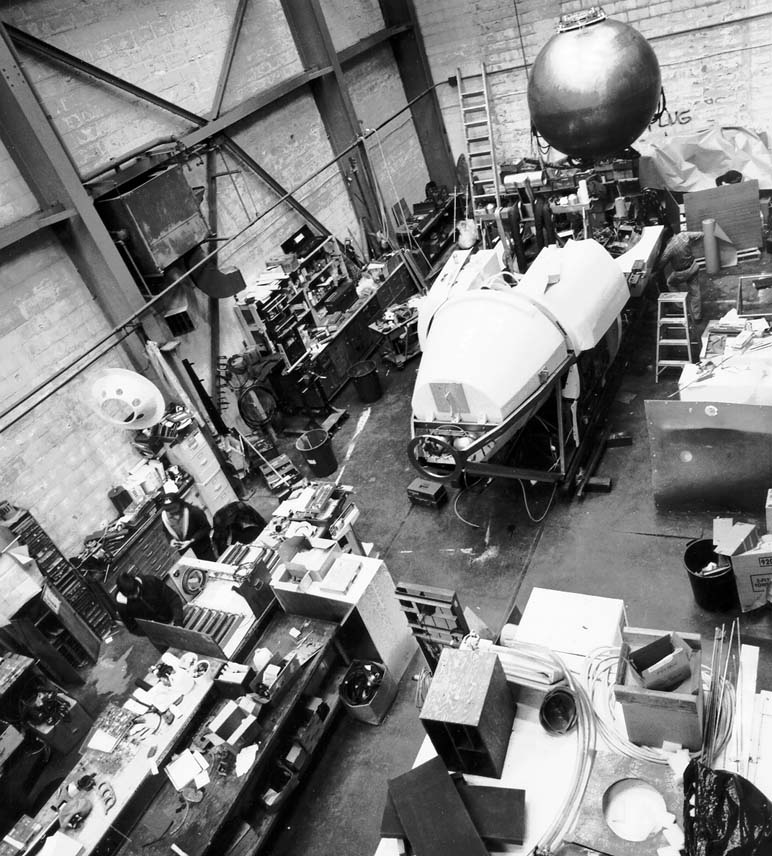
耐圧殻を分離中のアルビン

長年にわたりアルビンは搭載機器を強化し、寿命を延ばすために多くの分解整備が実施された。2001年には電動機の制御装置とコンピュータシステムが追加された。現在のアルビンは船名と全体の設計のみが原型と同じである。フレームや耐圧殻を含む潜水艇の全ての
要素は既に交換されている。アルビンは3年から5年毎に完全な検査のために分解される。 2006年に新しいロボットアームが装備された。

### 現在の作業
2008年6月、新しい船体に先行して(2011年から使用する)更新されたアルビンで使用するためのより頑丈で少し大型化された耐圧殻の製造が開始された。 新たな耐圧殻は、無垢チタンインゴットから２つの同等部材が鍛造され、その15.5tのチタン部材が切削され組み立てられた。(現行の3個に対して)5個の窓を備え、アルビンの限界深度である4,500メートル (14,800 ft)だったが6,000メートル (20,000 ft)以上の深度に設計された。 全体の支援装置、計測器、素材が更新されこれにより新たなアルビンは世界の98%の海洋底に到達する事を企図する。 メキシコ湾での原油漏出事故の被害調査に使用された後、アルビンは2011年1月から改修が開始され、2012年に再就役して2015年に最大深度に到達する予定である。

### 2014年の大規模改修
2014年初頭にメキシコ湾でアルビンの広範囲にわたる試験が実施された。新型のカメラ、照明、大型化されたチタン製耐圧殻を備えた新しいアルビンは3年半の月日をかけて改修され、潜水深度が増えた。 2014年3月と4月にアルビンは2010年メキシコ湾原油流出事故の調査に使用された。

### アルビン級深海探査艇
- タートル (深海探査艇)（英語版）
- シークリフ (深海探査艇)（英語版）
- ネモ (DSV-5) 存在自体が謎に包まれている

### 他の潜水艇
- アルミノート
- トリエステ
- トリエステ II
- SP-350 ジャック＝イヴ・クストーが使用した
- DSRV-1 ミスティーク（英語版） 深海救難艇
- DSRV-2 アヴァロン（英語版） 深海救難艇
- NR-1 原子力深海潜航艇
- ミール 1 と ミール 2
- ノティール
- パイシーズ級深海探査艇
- シーポール級潜水艇
- ドラゴン級潜水艇
- ハーモニー級潜水艇
- しんかい6500としんかい2000